# Spirometria

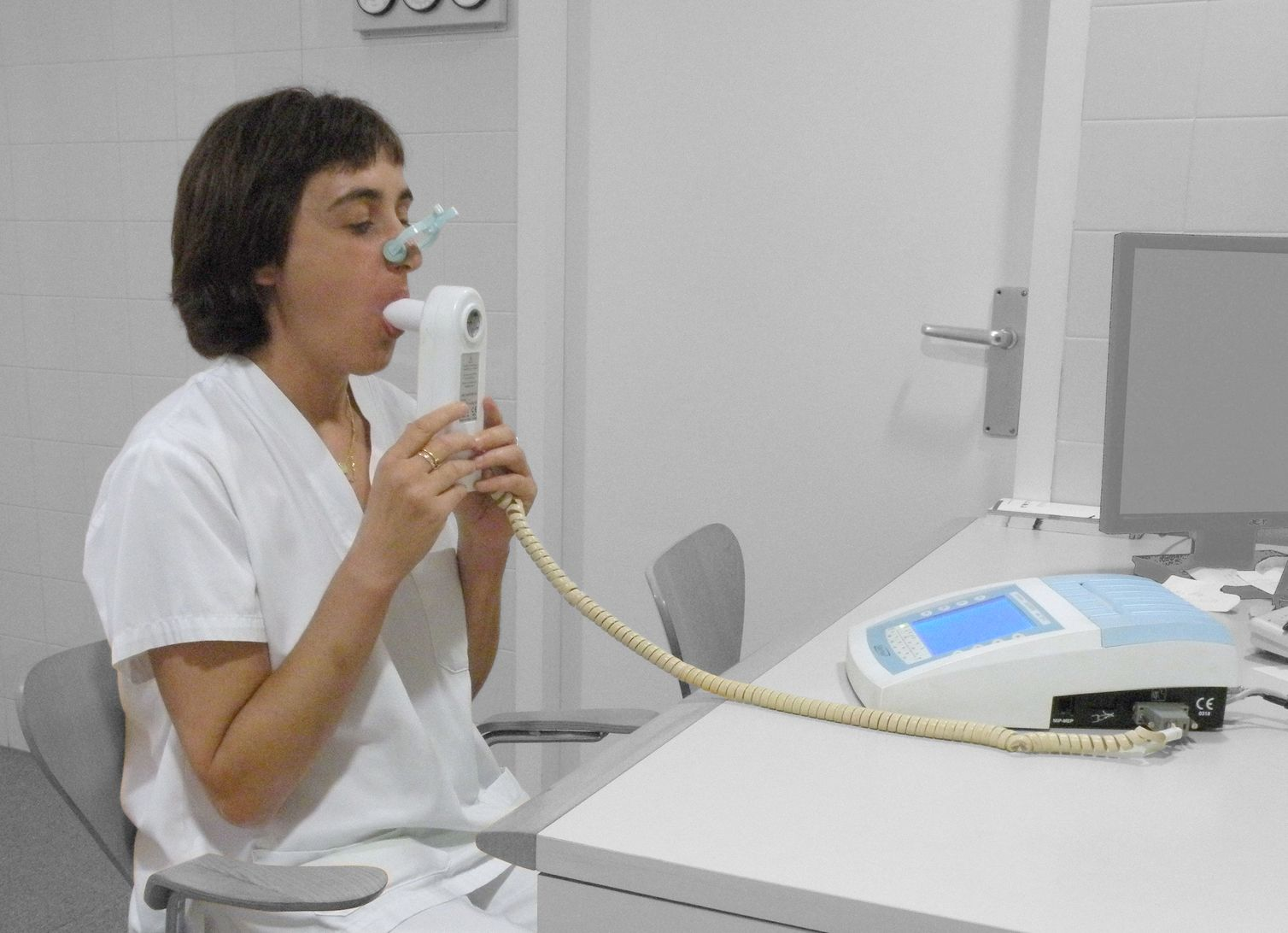
Spirometria

Spirometria – badanie czynnościowe układu oddechowego, podczas którego mierzy się objętości i pojemności płuc oraz przepływy powietrza znajdującego się w płucach i oskrzelach w różnych fazach cyklu oddechowego. Badanie wykonuje się przy pomocy urządzenia zwanego spirometrem. Spirometria jest wykonywana w celu rozpoznawania oraz kontroli przebiegu i efektów leczenia chorób układu oddechowego, między innymi astmy oskrzelowej i przewlekłej obturacyjnej choroby płuc (POChP).

## Wskazania
Wskazania diagnostyczne dla spirometrii obejmują występowanie objawów chorobowych ze strony układu oddechowego, nieprawidłowości w badaniach takich jak gazometria, morfologia krwi czy zdjęcie RTG klatki piersiowej, a także ocenę ryzyka związanego z operacjami, zwłaszcza w obrębie jamy brzusznej lub klatki piersiowej. Wykonuje się ją także do monitorowania przebiegu i skuteczności leczenia chorób układu oddechowego (a także chorób tkanki łącznej, nerwowo-mięśniowych i układu krążenia), monitorowania stanu pacjentów po przeszczepieniu narządów (w szczególności po przeszczepieniu płuc), u osób z czynnikami ryzyka (narażonych na wpływ czynników szkodliwych, palących tytoń, otrzymujących leczenie mogące uszkadzać układ oddechowy), w orzecznictwie, w badaniach przesiewowych do oceny stanu zdrowia populacji i wyznaczania wartości należnych.

## Przeciwwskazania
Znaczny wzrost ciśnienia w klatce piersiowej podczas badania powoduje, że jest ono bezwzględnie przeciwwskazane, jeżeli pacjent ma tętniaki tętnic mózgowych, tętniaki aorty o średnicy powyżej 6 cm, zwiększone ciśnienie wewnątrzczaszkowe, niekontrolowane nadciśnienie tętnicze, niestabilną dławicę piersiową, odmę opłucnej lub masywne krwioplucie o niewyjaśnionej przyczynie. Spirometrii nie wolno też wykonywać krótko po przebytym zawale serca (zależnie od stanu pacjenta, zwykle do miesiąca po wypisaniu ze szpitala), podczas hospitalizacji z powodu udaru mózgu ani krótko po zabiegach w obrębie mózgowia (do sześciu tygodni po zabiegu) i okulistycznych, takich jak okuloplastyka (do dwóch tygodni po zabiegu), operacyjne leczenie odwarstwienia siatkówki (do dwóch miesięcy), zabiegi w obrębie ciała szklistego (również do dwóch miesięcy), czy zabiegi w przedniej części gałki ocznej (do pół roku po zabiegu). Przeciwwskazaniami względnymi są stany znacznie utrudniające prawidłowe wykonanie badania, jak świeżo przebyte operacje w obrębie klatki piersiowej i jamy brzusznej, czy uporczywy kaszel. U kobiet ciężarnych nie powinno się wykonywać prób prowokacyjnych i badania nadreaktywności oskrzeli, a jeżeli występuje stan przedrzucawkowy lub niewydolność szyjki macicy powinno się odstąpić od wykonywania spirometrii. Zaawansowana ciąża może sprawiać trudności w interpretacji wyników.

## Badane parametry

Podstawowe objętości i pojemności płuc.
TLC – całkowita pojemność płuc
VC – pojemność życiowa
RV – objętość zalegająca
IC – pojemność wdechowa
FRC – czynnościowa pojemność zalegająca
IRV – objętość zapasowa wdechowa
TV – objętość oddechowa
ERV – objętość zapasowa wydechowa

Podczas badania na monitorze spirografu wyświetlane są wartości badanych parametrów, między innymi:
- VC – pojemność życiowa (vital capacity)
- FEV1 – natężona objętość wydechowa pierwszosekundowa (forced expiratory volume in 1 second)
- FEV1/VC – stosunek procentowy natężonej objętości wydechowej pierwszosekundowej do pojemności życiowej
- FVC – natężona pojemność życiowa
- IC – pojemność wdechowa
- TV – objętość oddechowa
- ERV – wydechowa objętość zapasowa
- IRV – wdechowa objętość zapasowa

## Przygotowanie i przebieg badania
Badanie spirometryczne dla prawidłowego wykonania wymaga współpracy pacjenta, dokładnego wykonywania przez niego poleceń osoby przeprowadzającej badanie i wysiłku oddechowego. Część pacjentów (około 10%) nie jest w stanie prawidłowo wykonać badania. Przed badaniem, o ile to możliwe, nie powinno się zażywać leków, które mogą wpływać na jego wynik, np. wziewnych leków rozkurczających oskrzela. Nie powinno się także pić alkoholu (przynajmniej 4 godziny przed badaniem), palić tytoniu (przynajmniej 2 godziny), spożywać obfitych posiłków (przynajmniej 2 godziny) ani wykonywać intensywnego wysiłku fizycznego (przynajmniej pół godziny przed badaniem). Ubranie powinno być wygodne, nie krępujące ruchów i nie utrudniające głębokiego oddychania. Badanie jest przeprowadzane w pozycji siedzącej, z plecami wyprostowanymi. Oddychanie odbywa się przez ustnik głowicy spirometru, oddychanie przez nos jest uniemożliwione przez założony na niego zacisk (klips).
Przed przystąpieniem do badania spirometrycznego, pacjent wykonuje kilka głębokich wdechów. Ostatni głęboki wdech kończy się przyłożeniem ust do ustnika, połączonego specjalną rurką z aparatem spirometrycznym. Badanie polega na jak najszybszym wdmuchiwaniu do aparatu całego zapasu powietrza zawartego w płucach. Kolejne ruchy oddechowe są wykonywane zgodnie z zaleceniami osoby wykonującej badanie.